# Brachylia eutelia
Brachylia eutelia is een vlinder uit de familie van de Houtboorders (Cossidae). De wetenschappelijke naam van deze soort is voor het eerst gepubliceerd in 1959 door Harry Kendon Clench.
De soort komt voor in Namibië en Zuid-Afrika.